# 엔리케 코야르
엔리케 코야르 몬테루비오(스페인어: Enrique Collar Monterrubio, 1934년 11월 2일 안달루시아 지방 산 후안 데 아스날파라체 ~)는 스페인의 전 축구 선수로, 현역 시절 좌측면 미드필더로 활약했었다. 그는 1955년부터 1963년까지 스페인 국가대표팀 경기에 16번 출전하여 4골을 기록하였고, 1962년 FIFA 월드컵 참가 전적이 있다.

## 국가대표팀 득점 기록
아래의 점수에서 왼쪽의 점수가 스페인의 점수이다.
| #  | 날짜             | 경기장                              | 상대     | 점수 | 최종결과 | 대회                              |
| -- | ---------------- | ----------------------------------- | -------- | ---- | -------- | --------------------------------- |
| 1. | 1955년 6월 19일  | 스위스 제네바 샤르미유              | 스위스   | 1–0  | 3–0      | 친선경기                          |
| 2. | 1960년 7월 14일  | 칠레 산티아고 국립 경기장           | 칠레     | 3–0  | 4–0      | 친선경기                          |
| 3. | 1961년 11월 23일 | 스페인 마드리드 산티아고 베르나베우 | 모로코   | 3–1  | 3–2      | 1962년 FIFA 월드컵 예선전         |
| 4. | 1962년 11월 1일  | 스페인 마드리드 산티아고 베르나베우 | 루마니아 | 3–0  | 6–0      | 1964년 유러피언 네이션스컵 예선전 |

## 수상
무르시아
- 세군다 디비시온: 1954-55

아틀레티코 마드리드
- UEFA 컵위너스컵: 1961–62
- 라 리가: 1965–66
- 코파 델 헤네랄리시모: 1959–60, 1960–61, 1964–65

스페인 U-18
- UEFA U-18 축구 선수권 대회: 1952